# 卞翊清
卞翊清（?—?），直隸省天津府天津縣人，清朝政治人物、同進士出身。
光緒三年（1877年），参加丁丑科殿試，登進士三甲第32名。同年五月，經吏部掣簽，授即用知縣。
宣统三年（1911年）。卞月庭、卞翊清两人在天津北大关创办了专营海货的“隆昌号”。